# St. Egyden am Steinfeld
St. Egyden am Steinfeld (auch Sankt Egyden am Steinfeld, früher auch Sankt Gilgen) ist eine Gemeinde mit 2308 Einwohnern (Stand 1. Jänner 2025) am Steinfeld im Bezirk Neunkirchen in Niederösterreich.

## Geografie
St. Egyden am Steinfeld liegt im Industrieviertel in Niederösterreich. Die Fläche der Gemeinde umfasst 26,18 km², 43,09 % der Fläche sind bewaldet.

### Gemeindegliederung
Das Gemeindegebiet umfasst folgende fünf Ortschaften (in Klammern Einwohnerzahl Stand 1. Jänner 2025):
- Gerasdorf am Steinfeld (429)
- Neusiedl am Steinfeld (553)
- St. Egyden am Steinfeld (249)
- Saubersdorf (636)
- Urschendorf (441)

Katastralgemeinden sind Gerasdorf am Steinfeld, Neusiedl am Steinfeld, Saubersdorf und Urschendorf.

### Eingemeindungen
Am 1. Jänner 1971 wurden die Gemeinden Gerasdorf am Steinfelde, Neusiedl am Steinfelde, Saubersdorf und Urschendorf zu St. Egyden am Steinfeld eingemeindet.

### Nachbargemeinden
| Willendorf | Winzendorf-Muthmannsdorf (WB)               | Weikersdorf am Steinfelde (WB) |
|            | Kompassrose, die auf Nachbargemeinden zeigt | Wiener Neustadt (WB)           |
| Würflach   | Neunkirchen                                 | Breitenau                      |

## Geschichte
Die 5 Ortschaften der Gemeinde haben jede eine fast 900-jährige eigene Geschichte. Auf sie wird bei den Artikeln über die einzelnen Ortschaften eingegangen.
Im Ortsteil St. Egyden befand sich im 2./3. Jahrhundert ein großer römischer Vicus (Maierhof) zur Versorgung von Neunkirchen (Ausgrabung 2008). Nachher hieß er ursprünglich „Steinfeld“, umfasste nur das Ensemble der Pfarrkirche St. Egyden am Steinfeld und wird dort beschrieben. 1590 heißt es im Bereitungsbuch: St. Gilgen gehört Herrn von Königsberg an Seebenstein, hat behauste Güter samt dem Pfarrhof und Mesner Häusl allda - Summe 6.
Die Ortsteile Neusiedl, Saubersdorf und Urschendorf waren Weinbaugebiete.
Der Ort wurde, wie viele andere der Umgebung, protestantisch und gegenreformiert. Der Krieg mit Corvinus, der 1. und der 2. Türkenkrieg trafen die Gegend schwer. Noch schwerer waren die dazwischenliegenden Einfälle der aufständischen Ungarn.
Um 1870 wurde auch die 1. Wiener Hochquellenwasserleitung durch den Ortsteil Neusiedl gebaut.
In St. Egyden ist der Familienname Scheibenreif früh dokumentiert, welcher sich bis heute im Schneebergland, Schwarzertal und an der Thermenlinie immer mehr ausbreitete.
St. Egyden ist auch heute noch eine von Bauern geprägte Großgemeinde, jedoch mit vielen Angestellten und Arbeitern, die, da zu wenig Arbeitsplätze vorhanden sind, nach Wiener Neustadt und in das Schwarzatal auspendeln müssen.
Am 7. und 8. April 2020 wurden bei der Ortschaft Saubersdorf 30 Hektar Wald von einem Brand erfasst. Bei den Löscharbeiten wurden von Polizei und Bundesheer insgesamt 4 Hubschrauber und 2 Flächenflugzeuge eingesetzt.

### Bevölkerungsentwicklung
| St. Egyden am Steinfeld: Einwohnerzahlen von 1869 bis 2025 | St. Egyden am Steinfeld: Einwohnerzahlen von 1869 bis 2025 | St. Egyden am Steinfeld: Einwohnerzahlen von 1869 bis 2025 | St. Egyden am Steinfeld: Einwohnerzahlen von 1869 bis 2025 | St. Egyden am Steinfeld: Einwohnerzahlen von 1869 bis 2025 |
| ---------------------------------------------------------- | ---------------------------------------------------------- | ---------------------------------------------------------- | ---------------------------------------------------------- | ---------------------------------------------------------- |
| Jahr                                                       |                                                            |                                                            |                                                            | Einwohner                                                  |
| 1869                                                       | 1869                                                       |                                                            | 1.250                                                      | 1.250                                                      |
| 1880                                                       | 1880                                                       |                                                            | 1.388                                                      | 1.388                                                      |
| 1890                                                       | 1890                                                       |                                                            | 1.619                                                      | 1.619                                                      |
| 1900                                                       | 1900                                                       |                                                            | 1.656                                                      | 1.656                                                      |
| 1910                                                       | 1910                                                       |                                                            | 1.823                                                      | 1.823                                                      |
| 1923                                                       | 1923                                                       |                                                            | 1.783                                                      | 1.783                                                      |
| 1934                                                       | 1934                                                       |                                                            | 1.577                                                      | 1.577                                                      |
| 1939                                                       | 1939                                                       |                                                            | 1.520                                                      | 1.520                                                      |
| 1951                                                       | 1951                                                       |                                                            | 1.491                                                      | 1.491                                                      |
| 1961                                                       | 1961                                                       |                                                            | 1.445                                                      | 1.445                                                      |
| 1971                                                       | 1971                                                       |                                                            | 1.506                                                      | 1.506                                                      |
| 1981                                                       | 1981                                                       |                                                            | 1.559                                                      | 1.559                                                      |
| 1991                                                       | 1991                                                       |                                                            | 1.671                                                      | 1.671                                                      |
| 2001                                                       | 2001                                                       |                                                            | 1.785                                                      | 1.785                                                      |
| 2011                                                       | 2011                                                       |                                                            | 1.908                                                      | 1.908                                                      |
| 2021                                                       | 2021                                                       |                                                            | 2.180                                                      | 2.180                                                      |
| 2025                                                       | 2025                                                       |                                                            | 2.308                                                      | 2.308                                                      |
| Quelle(n): Statistik Austria, Gebietsstand 1.1.2021        |                                                            |                                                            |                                                            |                                                            |

### Religionen
Nach den Daten der Volkszählung 2001 sind 81,2 % der Einwohner römisch-katholisch und 3,0 % evangelisch, 1,1 % sind Muslime, 0,5 % gehören orthodoxen Kirchen an, 11,4 % der Bevölkerung haben kein religiöses Bekenntnis.

## Kultur und Sehenswürdigkeiten

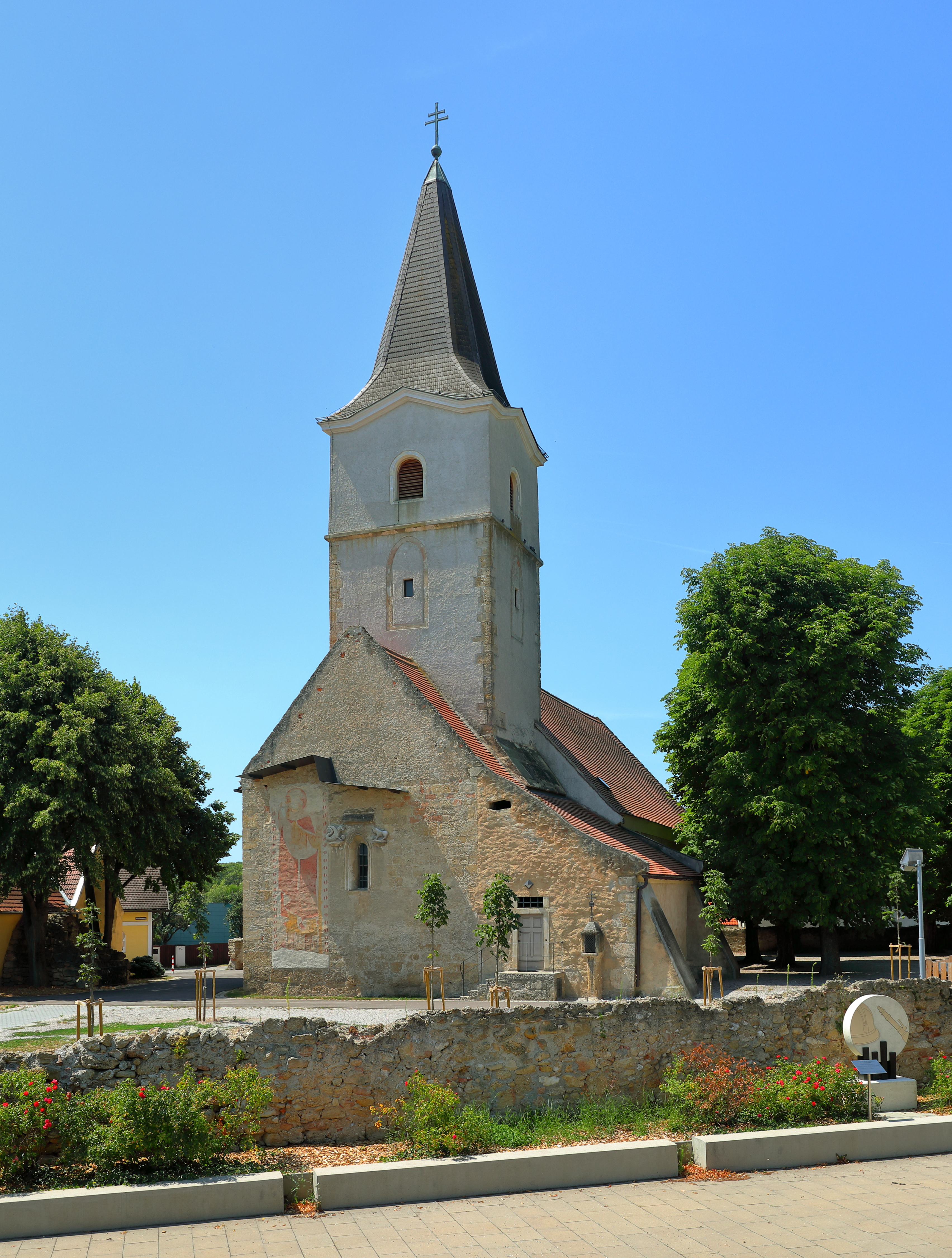
Pfarrkirche St. Egyden am Steinfeld

- Katholische Pfarrkirche St. Egyden am Steinfeld hl. Ägidius

## Wirtschaft und Infrastruktur
Nichtlandwirtschaftliche Arbeitsstätten gab es im Jahr 2001 49, land- und forstwirtschaftliche Betriebe nach der Erhebung 1999 85. Die Zahl der Erwerbstätigen am Wohnort betrug nach der Volkszählung 2001 827. Die Erwerbsquote lag 2001 bei 47,84 %, größter Arbeitgeber der Gemeinde ist die Justizanstalt Gerasdorf mit ca. 90 Arbeitsplätzen.
In Neusiedl am Steinfeld ist mit dem Wasserbehälter Neusiedl am Steinfeld einer der größten Trinkwasserbehälter Europas angesiedelt.

## Verkehr

St. Egyden mit Neusiedl am Steinfeld und Urschendorf um 1873 (links unten, Aufnahmeblatt der Landesaufnahme)

Eine ehemalige lokale römische Straßenverbindung von Wöllersdorf nach Neunkirchen verläuft im Südosten des Gemeindegebietes („Blätterstraße“).
Ein prähistorischer Altweg zieht von Fischau kommend durch die Gemeinde über Puchberg, die Mamauwiese und Schwarzau in die steirischen Alpen. Er wurde schon in der späten Bronzezeit und von den Kelten als Salzweg in das Halltal bei Mariazell begangen und wird heute noch als Römerweg bezeichnet. Wein aus der Weinproduktion der umliegenden Ortschaften ging in die steirischen Klöster (Weinweg). Einen richtigen Boom erlebte dieser Altweg ab etwa 1000 als Anmarsch- und Rückreiseweg für die Kreuzfahrer und privaten Pilger in das Heilige Land (Anbindung an Donauroute in Fischamend).
- Südbahn: Den ersten Bahnhof erhielt St. Egyden bereits im Jahr 1841 an der Südbahn. Diese Station liegt knapp fünf Kilometer südöstlich des Ortskerns in einem Waldgebiet zwischen Wiener Neustadt und Neunkirchen. Im Umfeld des Bahnhofs entstand die Bahnhofssiedlung St. Egyden. Der Bahnhof St. Egyden ist ein unbesetzter Durchgangsbahnhof mit zwei Hauptgleisen. Laut Rahmenplan der ÖBB wurde 2012 die bestehende Eisenbahnkreuzung durch eine Unterführung ersetzt. Es halten Regionalzüge Richtung Payerbach-Reichenau bzw. Richtung Wien Floridsdorf, Retz, Břeclav, Znojmo und Bernhardsthal. Außerdem gibt es in der Früh und am Abend einzelne Regionalexpresszüge Richtung Wien Meidling, Wien Hauptbahnhof und Mürzzuschlag.
- Schneebergbahn: Die 1897 eröffnete und heute noch bestehende Haltestelle Urschendorf an der Schneebergbahn liegt knapp zwei Kilometer näher an St. Egyden als der Bahnhof an der Südbahn.
- Mit der Eröffnung der Landesbahn Willendorf–Neunkirchen im Jahr 1909 erhielt St. Egyden eine Haltestelle am westlichen Ortsrand. Der Personenverkehr auf dieser Strecke wurde 1933 aufgelassen. Nach der Einstellung des Güterverkehrs 1942 wurde die Strecke sukzessive wieder abgetragen.

## Öffentliche Einrichtungen
In St. Egyden befindet sich ein Kindergarten und eine Volksschule. Ein weiterer Kindergarten befindet sich in Urschendorf.

## Politik

### Gemeinderat
Der Gemeinderat hat 19 Mitglieder.
- Mit den Gemeinderatswahlen in Niederösterreich 1990 hatte der Gemeinderat folgende Verteilung: 12 SPÖ, und 7 ÖVP.
- Mit den Gemeinderatswahlen in Niederösterreich 1995 hatte der Gemeinderat folgende Verteilung: 12 SPÖ, 6 ÖVP, und 1 FPÖ.[7]
- Mit den Gemeinderatswahlen in Niederösterreich 2000 hatte der Gemeinderat folgende Verteilung: 9 ÖVP, 8 SPÖ, und 2 FPÖ.[8]
- Mit den Gemeinderatswahlen in Niederösterreich 2005 hatte der Gemeinderat folgende Verteilung: 11 ÖVP, 5 SPÖ, und 3 Bürgerforum St. Egyden.[9]
- Mit den Gemeinderatswahlen in Niederösterreich 2010 hatte der Gemeinderat folgende Verteilung: 13 ÖVP, 5 SPÖ, und 1 FPÖ.[10]
- Mit den Gemeinderatswahlen in Niederösterreich 2015 hatte der Gemeinderat folgende Verteilung: 13 ÖVP, 4 SPÖ, und 2 FPÖ.[11]
- Mit den Gemeinderatswahlen in Niederösterreich 2020 hatte der Gemeinderat folgende Verteilung: 13 ÖVP und 2 SPÖ.[12]
- Mit den Gemeinderatswahlen in Niederösterreich 2025 hat der Gemeinderat folgende Verteilung: 7 Liste Gemeinsam für St. Egyden, 6 ÖVP, 4 FPÖ und 4 SPÖ.[13]

### Bürgermeister
- 1971–1990 Rudolf Dinnobl (ÖVP)
- 1990–2000 Franz Aigelsreither (SPÖ)
- 2000–2014 Johann Wallner (ÖVP)[14]
- 2014–2025 Wilhelm Terler (ÖVP)
- seit 2025 Christa Tisch  (Liste „Gemeinsam für St. Egyden“)[15]

## Persönlichkeiten
Söhne und Töchter der Gemeinde
- Carl Junker (1827–1882), Architekt
- Franz Häußler (1899–1958), Pädagoge
- Verena Mermer (* 1984), Autorin